# Koca Yusuf Pasha

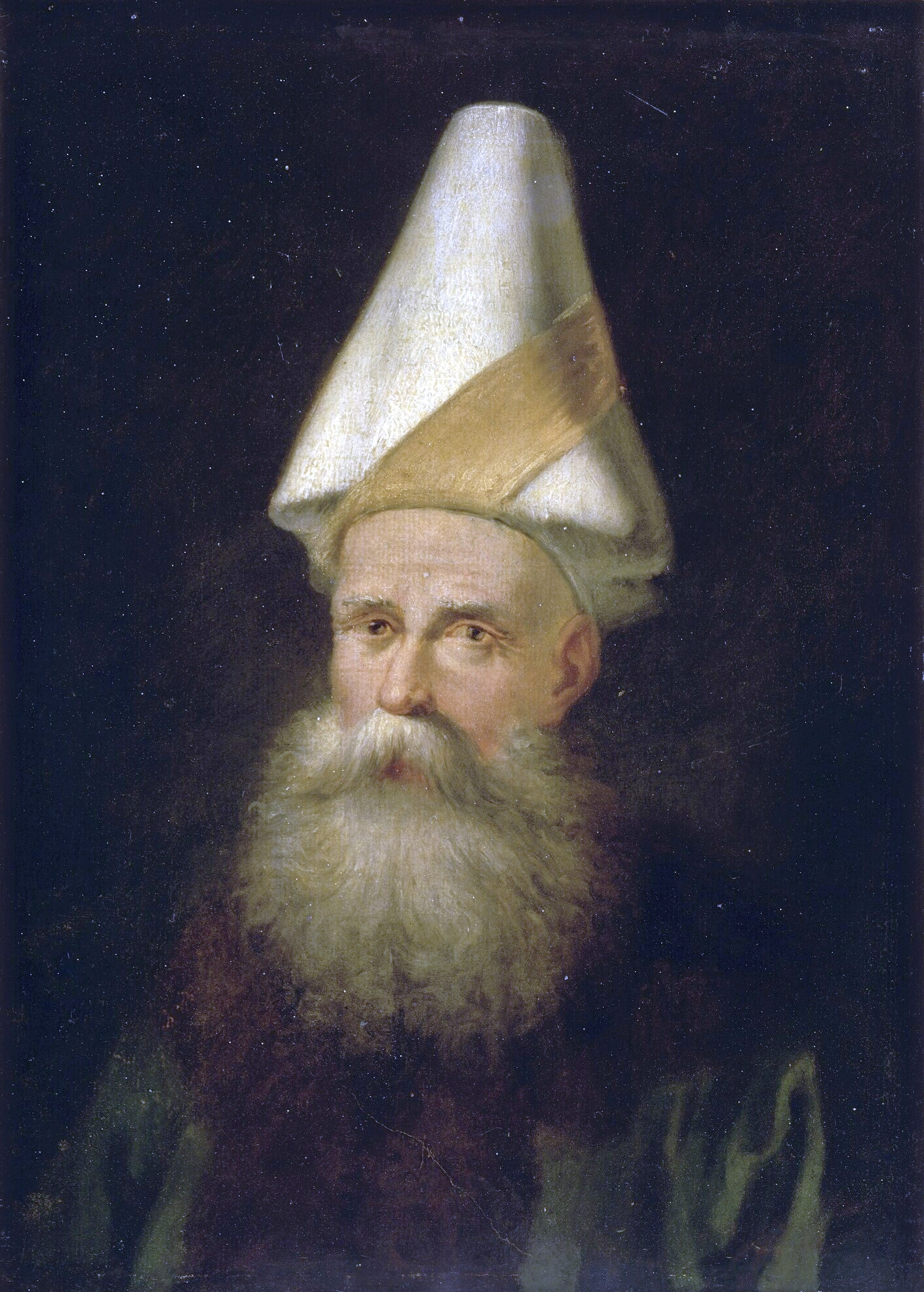
Koca Yusuf Pasha

Koca Yusuf Pasha foi um estadista otomano. Ele foi grão-vizir de 25 de janeiro de 1786 a 28 de maio de 1789, e Grande Almirante da Marinha Otomana depois de 19 de dezembro de 1789. Mais tarde ele viria a ser grão-vizir novamente, desta vez servindo de 12 de fevereiro de 1791 até meados de 1792.
Ele foi um georgiano convertido ao Islão e também serviu como governador do Peloponeso.